# Lood(IV)acetaat
Lood(IV)acetaat is een loodzout van azijnzuur, met als brutoformule Pb(C2H3O2)4, vaak verkort geschreven als Pb(OAc)4. Het is een sterke oxidator. De zuivere stof komt voor als een kleurloze tot roze, kristallijne vaste stof die gewoonlijk wordt bewaard in ijsazijn (zuiver watervrij azijnzuur).

## Synthese
Lood(IV)acetaat wordt gevormd bij de reactie van lood(II,IV)oxide met watervrij azijnzuur. Hierbij ontstaat ook het andere zout van lood en azijnzuur, lood(II)acetaat. Met dichloor wordt het lood(II)acetaat geoxideerd tot lood(IV)acetaat (daarbij ontstaat ook lood(II)chloride).

## Toepassingen
Aangezien lood in lood(IV)acetaat zich in oxidatietoestand +IV bevindt, wordt de stof bij redoxreacties gebruikt als oxidator. Een nuttige toepassing van de stof is de oxidatieve splitsing alkenen. Het alkeen wordt met behulp van osmium(VIII)oxide omgezet in een vicinaal diol en door inwerking van lood(IV)acetaat gesplitst in de overeenkomstige aldehyden of ketonen:
Deze reactie vormt een alternatief voor de ozonolyse, die vanuit praktisch standpunt moeilijker uit te voeren is. Naast lood(IV)acetaat kan echter ook natriumperjodaat voor dit doeleinde gebruikt worden.
Een andere toepassing is de Grundmann-aldehydesynthese waarin met lood(IV)acetaat een acetaatester geoxideerd wordt tot een aldehyde. Lood(IV)acetaat kan ook α-hydroxycarbonzuren splitsen bij kamertemperatuur. Deze reactie kan ook beschouwd worden als een speciaal geval van de reactie hierboven: een van de twee hydroxylgroepen maakt toevallig deel uit van een carbonzuurgroep. Als ook de tweede hydroxylgroep deel uitmaakt van een carbonzuurgroep, in oxaalzuur, treedt de splitsing ook op.
Lood(IV)acetaat kan gebruikt worden in de organische synthese voor de introductie van acetoxygroepen in organische verbindingen.

## Toxicologie en veiligheid
Lood(IV)acetaat is irriterend voor de huid en de ogen. Ze is bij dierproeven een carcinogeen gebleken, en wordt beschouwd als mogelijk carcinogeen voor de mens.
De stof is ook toxisch voor waterorganismen.